# Ильин, Виктор Иванович (террорист)
Ви́ктор Ива́нович Ильи́н (род. 26 декабря 1947, Ленинград, СССР) — младший лейтенант Советской армии, совершивший 22 января 1969 года покушение на Генерального секретаря ЦК КПСС Леонида Ильича Брежнева.

## Биография
Виктор Ильин родился 26 декабря 1947 года в Ленинграде, в семье хронических алкоголиков, был помещён в Дом малютки, затем усыновлён бездетной супружеской парой.
В 1968 году окончил Ленинградский топографический техникум, сразу после чего был призван на военную службу в рядах Советской армии в звании младшего лейтенанта (в техникуме была военная кафедра). Служил в 61-м геодезическом отряде Ленинградского военного округа в городе Ломоносове, куда ездил на службу, продолжая проживать в квартире в Ленинграде с приёмной матерью и бабушкой. Как потом считали врачи, у него развилось нарушение психики из-за того, что кто-то из многочисленных родственников или соседей рассказал ему, что он не родной сын, а приёмный.

## Покушение
В ночь на 21 января 1969 года младший лейтенант Виктор Ильин заступил на дежурство помощником дежурного секретной воинской части города Ломоносова. В 7 часов 20 минут утра его начальник отлучился на завтрак, вследствие чего ключи от оружейной комнаты попали в распоряжение Ильина. В 7 часов 45 минут Ильин, украв два пистолета Макарова и четыре магазина к ним, самовольно покинул воинскую часть, отправившись в Ленинград, откуда в 10 часов 40 минут вылетел в Москву по заранее приобретённому авиабилету, благополучно пронеся на борт самолёта огнестрельное оружие. По приезде остановился у дяди, бывшего сотрудника милиции. Свой приезд объяснил желанием посмотреть встречу советских космонавтов, членов экипажей кораблей «Союз-4» и «Союз-5», которая должна была состояться на следующий день (во встрече должен был принять участие Леонид Ильич Брежнев).
Утром 22 января покинул квартиру дяди, украв у него милицейский плащ (шинель) с погонами сержанта и фуражку, и направился в Кремль, куда был беспрепятственно пропущен охраной благодаря форме. Встал в милицейское оцепление у Боровицких ворот (перед зданием Оружейной палаты). По случайности, он оказался между двух взводов оцепления, поэтому присутствие незнакомого коллеги не вызвало подозрений у милиционеров. Около 14:15 в ворота въехал правительственный кортеж; Ильин пропустил первую машину (обычно машина Брежнева следовала в кортежах второй). Увидев приближение второго автомобиля (марки «ЗИЛ-111Г»), он сделал шаг вперёд и открыл огонь по его лобовому стеклу из обоих пистолетов, которые прятал в рукавах шинели. При этом всего за шесть секунд успел выпустить 11 пуль и ещё 5 были обнаружены в магазинах после задержания.
Однако в машине находился не Брежнев, а участники встречи, космонавты Алексей Леонов, Андриян Николаев, Валентина Терешкова и Георгий Береговой (последний, сидевший впереди рядом с шофёром, был несколько похож на Брежнева, что дополнительно ввело Ильина в заблуждение). Выстрелами был смертельно ранен шофёр Илья Жарков. Береговой сумел перехватить управление и остановить автомобиль. Космонавты успели пригнуться, Береговой был ранен осколками стекла, а Николаеву пуля оцарапала спину. Был ранен также мотоциклист сопровождения В. А. Зацепилов. Он направил свой мотоцикл на Ильина и закрыл ему сектор обстрела, по другим источникам мотоциклист его сбил. После этого Ильин был задержан сотрудниками КГБ. Пробитая пулей куртка Зацепилова сейчас висит в одной из центральных витрин в Зале славы и истории ФСО России.[значимость факта?]

## Дальнейшая судьба
Ильину были предъявлены обвинения по пяти статьям Уголовного кодекса РСФСР: организация и распространение клеветнических измышлений, порочащих советский строй; попытка теракта; убийство; хищение оружия; дезертирство с места службы. Официально было объявлено, что «провокатор» покушался на космонавтов. Он сразу же произвёл на следователей впечатление человека, страдающего психическим заболеванием. Ильин был признан невменяемым и в мае 1970 года помещён в Казанскую специализированную психиатрическую больницу, где содержался в полной изоляции в одиночной палате площадью 4,2 м².
В 1988 году, благодаря стараниям матери, был переведён в Ленинград, в городскую психиатрическую больницу № 3 имени И. И. Скворцова-Степанова.
В 1990 году был освобождён решением Военной коллегии Верховного Суда СССР.

## Мотивы покушения
Теоретическим обоснованием действий Ильина можно[кому?] считать текст предложений к изменению Конституции, направленный им из больницы в Верховный Совет СССР в 1977 г. (в ходе обсуждения проекта «брежневской» конституции):
Каждый член общества имеет право на террористический акт в случае, если партия и правительство ведут политику, не соответствующую Конституции.

Данные, собранные в ходе следствия, позволяют предполагать в его действиях невероятное переплетение политических и личных мотивов. Он был критически настроен к существовавшей в СССР системе партийной власти, утверждал в частности, что комсомол себя изжил, осуждал вторжение в Чехословакию, в положительном тоне отзывался о военных переворотах в странах третьего мира. С другой стороны, известно, что он восхищался Освальдом:
Всего один выстрел — и знаменит на весь мир;
 незадолго перед покушением он узнал тайну своего рождения, что стало для него шоком (по другому утверждению, узнал об этом в десятилетнем возрасте, после чего стал нелюдим); кроме того, он поссорился с любимой девушкой, которой при расставании говорил: «Ты обо мне ещё услышишь!» В то же время отмечались его непрофессионализм как топографа и низкие служебные качества как офицера.

Философ Александр Зиновьев увязывает покушение с господствовавшими в советском обществе настроениями, вызванными 
нарушением принципа соответствия интеллектуального уровня руководства обществом и интеллектуального уровня руководимого им населения. Последний вырос колоссально, а первый остался почти тем же, что и в сталинские годы. В лице Брежнева советские люди видели на вершине власти маразматика с непомерно раздутым тщеславием. Многие чувствовали себя оскорблёнными тем, что вынуждены подчиняться такому глупому и аморальному руководству. Именно это чувство толкнуло лейтенанта Ильина на покушение на Брежнева — на символ развитого социализма.
 Н. А. Зенькович, автор книги «Покушения и инсценировки. От Ленина до Ельцина», указывает, что в период перестройки на волне антибрежневской разоблачительной кампании Ильина пытались представить как мученика, жертву режима, тем более, что заседание Военной коллегии Верховного Суда СССР было организовано как выездное (единственный случай) в больнице № 3 имени Скворцова-Степанова.

## Версия провокации
Уже 21 января командование части сообщило об исчезновении офицера с двумя заряженными пистолетами, причём было известно, что он вылетел в Москву (нашли запись в тетради: «Узнать, когда рейс на Москву… Если летят, брать… идти на дежурство… всё уничтожить»). На следующее утро дядя Ильина сообщил о том, что его племянник собирается проникнуть в Кремль и похитил у него милицейскую форму. Однако несмотря ни на эти сведения, ни на осенне-весеннюю форму одежды, ни на специфическую, легко узнаваемую внешность (Ильин был смугл и походил на цыгана, отчего с детства носил прозвище «Копчёный»), Ильин не был задержан. Существует версия, что бездействие советских спецслужб было обусловлено интригами внутри КГБ, а именно противостоянием между председателем КГБ Юрием Андроповым и его первым заместителем Семёном Цвигуном, заинтересованным в смещении Андропова. С другой стороны, Брежнев оказался вне опасности: его пересадили в закрытый лимузин, который въехал в Кремль отдельно от кортежа, через Спасские ворота (по другим сведениям, лимузин Брежнева въехал в Кремль в составе кортежа, но в его хвосте).

## Отражение покушения в общественном сознании
Скрыть происшедшее для властей было невозможно в частности потому, что встреча космонавтов передавалась в прямом телевизионном эфире; трансляция была неожиданно прервана, и все признаки показывали, что произошло нечто чрезвычайное.
День спустя было издано сообщение ТАСС, утверждавшее, что некто стрелял в космонавтов; однако, согласно впечатлениям западных корреспондентов, в СССР никто не сомневался, что объектом покушения был именно Брежнев. Ходили разнообразные слухи: говорили, что покушавшихся было двое; что стреляли из ручного пулемёта (версии, очевидно, возникшие благодаря учащённой стрельбе); что покушавшийся был евреем (из-за специфической внешности Ильина). Согласно парижскому эмигрантскому изданию «Русская Мысль», население отнеслось к покушению равнодушно; дальше газета комментировала, что в Советском Союзе, как и в Чехословакии, «люди готовы на великие жертвы, предпочитая смерть вечной неволе». Появившиеся на эту тему анекдоты скорее сочувственны его идее. Вот некоторые из них:

— Почему так долго в печати ничего нет о судьбе Ильина?

— Ищут младшего брата, который сказал: «Мы пойдём другим путём!» 

На допросе:

— И ничего ты не добился, а себя погубил.

— А попробуй попади, когда каждый лезет: «Дай лучше я!»

О случившемся рассказали Будённому.

— Ну и как, попали?

— Нет, Семён Михайлович.

— А я всегда говорил — шашкой надо!